# Port lotniczy Miszkolc
Port lotniczy Miszkolc (IATA: MCQ, ICAO: LHMC) – port lotniczy położony w Miszkolcu na Węgrzech